# Yves Tanguy
Yves Tanguy (5. ledna 1900 Paříž – 15. ledna 1955 Woodbury, Connecticut, Spojené státy americké) byl francouzský surrealistický malíř. Od roku 1939 žil v USA.

## Život
Tanguy se narodil v Paříži v budově Ministerstva námořnictví na Place de la Concorde (náměstí Svornosti). Jeho otec, námořní kapitán, zde byl zaměstnaný. Když mu bylo sedm, otec zemřel a matka ho poslala k příbuzným do Bretaně. V roce 1912 se do Paříže vrátil a nastoupil do lycea Montaigne. Zde se spřátelil s Pierrem Matissem, mladším synem malíře Henri Matisse. Díky tomu mohl v roce 1914 poznat jeho ateliér. Pierre Matisse se později stal obchodníkem s uměním, galeristou a jeden z prvních, kdo Tanguyovy obrazy nakupoval.
V roce 1918 Tanguy symbolicky následoval svého otce a až do roku 1920 působil jako námořní důstojník francouzského obchodního loďstva. Při tom poznal Anglii, Portugalsko, Španělsko, Afriku a Jižní Ameriku. Roku 1920 byl odveden. Nejprve sloužil v posádce v Lunéville, kde poznal Jacquesa Préverta, s nímž ho pojilo blízké přátelství. Režim v posádce se však pro svobodomyslného Tanguye stal nesnesitelným, a tak se nechal naverbovat jako dobrovolník do Tunisu. Po návratu z vojny se roku 1922 vrátil do Paříže, kde se znovu sešel s Prévertem. Střídal zaměstnání: byl řidičem tramvaje, baličem a kamelotem. Oba přátelé ale neměli kde bydlet. Vypomohl jim vydavatel Marcel Duhamel, který jim poskytl svůj pavilón v Rue du Chậteau. V té době se Tanguy seznámil s Jeannette Ducrocq, kterou si v roce 1925 vzal.
Legendární je historka o tom, co Tanguye přimělo zvolit si malbu jako své životní poslání. Koncem roku 1923 při cestě autobusem spatřil v ulici La Boétie ve výkladu obchodníka s uměním Paula Guillauma obraz de Chirika Mozek dítěte. Zapůsobil na něj tak intenzívně, že se rozhodl stát se malířem. V roce 1925 byl přijat do surrealistického kroužku kolem André Bretona. Tanguy byl člověk uzavřené povahy, nicméně laskavý a mezi přáteli oblíbený. Při diskuzích o umění, které surrealistický kroužek pravidelně pořádal (někdy i v pavilónu, kde bydlel), se spíše držel stranou. Ve 2. polovině 20. a ve 30. letech se Tanguy pravidelně účastnil všech aktivit surrealistů. Ilustroval jejich básnické sbírky, podepisoval deklarace a manifesty. V katalogu k jeho první samostatné výstavě v Galerie Surréaliste v roce 1927 ho André Breton označil za pionýra nového malířství. Roku 1930 strávil několik měsíců v severní Africe.
Od poloviny 30. let se stalo jeho dílo známé i v mezinárodním kontextu. Účastnil se výstav v USA, Anglii, Belgii a Japonsku. Po výstavě surrealistů v roce 1938 poznal v Paříži americkou surrealistickou výtvarnici a básnířku Kay Sage. Se svou první ženou se rozvedl a roku 1939 jako první z evropských surrealistických umělců emigroval do USA. Roku 1940 si Kay Sage vzal, o rok později se manželé usadili na farmě ve Woodbury ve státu Connecticut. Roku 1942 se účastnil velké výstavy Artists in Exile, kterou ve své newyorské galerii uspořádal jeho dávný přítel Pierre Matisse. Ještě téhož roku se podílel i na surrealistické výstavě Reid Mansion, pořádané Bretonem a Duchampem. Roku 1948 získal americké státní občanství. Na konci života se Tanguy potýkal se závislostí na alkoholu. Zemřel po mozkové příhodě na své farmě ve Woodbury. Po smrti jeho druhé ženy, v roce 1963, rozptýlil Pierre Matisse popel obou manželů na pláži u města Douarnenez v Bretani.

## Dílo
Tanguy měl o výtvarné umění zájem už od mládí. Nejranější jeho kresby pocházejí z doby kolem roku 1917. Většinou jde o motivy z Bretaně, prozrazující pocit melancholie a osamění, které ho už neopustily. Příležitostně maloval ale stále, jeho obrazy do roku 1926 bývají označovány za naivistické. Rozhodující obrat přišel poté, co poznal surrealisty kolem Bretona. Tanguy do sebe vstřebal dojmy z tajuplného a bouřlivého bretaňského pobřeží s jeho menhiry, z keltských legend a nezměrných mořských dálek. Výsledkem jsou obrazy, vzpírající se verbálnímu popisu. Jsou na nich imaginární krajiny zalité magickým, chladným světlem. Zabydlují je prapodivné, jakoby z umělé hmoty vymodelované postavy bez tváří, často amoebních tvarů. Tanguyovy obrazy vytvářejí dojem, že znázorňují nepozemské světy kdesi ve vzdáleném Vesmíru.
Wikipedie nemá na reprodukci Tanguyových obrazů licenci, je možné je studovat na některém z externích odkazů.

### Vybrané obrazy
- Bez názvu, 1927, soukromá sbírka, Turín
- Mami, táta je poraněný, 1927, The Museum of Modern Art, New York
- Mrtvý sledující svou rodinu, 1927, Fondation Thyssen-Bornemisz, Lugano
- Surrealistická krajina, 1927, Staatliche Kunsthalle, Karlsruhe
- Přichází, 1928, soukromá sbírka, Paříž
- Temná zahrada, 1928, Kunstsammlung Nordrhein-Westfalen, Düsseldorf
- Bez názvu, 1929, sbírka Giuseppe Nahmada, Ženeva
- Čím více jsme, 1929, soukromá sbírka, Paříž
- Paralely, 1929, Philadelphia Museum of Art
- Palác v předhůří, 1930, sbírka Peggy Guggenheim, Benátky
- Stužka přebytků, 1932, soukromá sbírka
- Dědictví získaného charakteru, 1936, Menil Collection, Houston
- Den zahálčivosti, 1937, Musée National d´Art Moderne, Centre Pompidou, Paříž
- Slunce ve své šperkovnici, 1937, Solomon R. Guggenheim Museum, New York
- Pokud to bylo, 1939, soukromá sbírka, New York
- Pět cizinců, 1941, Wadsworth Atheneum, Hartford (Connecticut)
- Dáma v nepřítomnosti, 1942, Kunstsammlung Nordrhein-Westfalen, Düsseldorf
- Palác okenních skal, 1942, Musée National d´Art Moderne, Centre Pompidou, Paříž
- Imaginační počet, 1954, Fondation Thyssen-Bornemisz, Madrid
- Akrobaté, nedatováno, soukromá sbírka